# Paruroctonus nitidus
Espèce
Paruroctonus nitidus est une espèce de scorpions de la famille des Vaejovidae.

## Distribution
Cette espèce est endémique de Basse-Californie au Mexique. Elle se rencontre vers Punta Prieta.

## Description
La femelle holotype mesure 32,4 mm.

## Publication originale
- Haradon, 1984 : « New and redefined species belonging to the Paruroctonus borregoensis group (Scorpiones, Vaejovidae). » The Journal of Arachnology, vol. 12, no 3, p. 317-339 (texte intégral).